# Stern 111
Stern 111 ist der Titel eines im Jahr 2020 im Suhrkamp Verlag erschienenen Romans von Lutz Seiler. Das Buch wurde mit dem Preis der Leipziger Buchmesse als bestes deutschsprachiges Werk der Belletristik des Jahres 2020 ausgezeichnet.

## Inhalt

### Handlung
Nur zwei Tage nach dem Fall der Mauer am 9. November 1989, als die Grenzen für Reisende zwischen der DDR und der Bundesrepublik Deutschland geöffnet werden, verlassen die Eltern der Hauptperson Carl Bischoff ihr heimatliches Gera, wobei sie den Sohn mit der Versorgung der Wohnung und des Autos vom Typ Shiguli beauftragen. Er selbst geht nach Ost-Berlin und baut sich dort ein neues Leben auf. Seinen Eltern verschweigt er dies in seinen Briefen.
Er wird ein Teil der teilweise militanten Hausbesetzer-Szene, während seine Eltern sich in der „alten“ Bundesrepublik eine neue Existenz aufbauen und sich einen Jugendtraum erfüllen, der ihnen wegen der Geburt ihres Sohnes Carl verwehrt geblieben war.
Carl fährt mit dem Auto des Vaters Fahrgäste durch das nächtliche Berlin und arbeitet in einer Kellerkneipe der besetzten Häuser. Zu deren Gästen zählen sowjetische Soldaten ebenso wie Studenten und Künstler, der Versuch eine „Arbeiterkneipe“ zu werden, scheitert. Er trifft seine Jugendliebe wieder und schreibt Gedichte.
Parallel zur Beschreibung von Carls neuem Leben wird der Versuch der Eltern erzählt, sich selbst ein neues Leben aufzubauen. Erzählt wird zudem aus der Vergangenheit, als die Eltern der Hauptfigur selbst jung waren.

### Personen
Hauptfigur des Romans ist Carl Bischoff aus Gera. Seine Eltern Inge und Walter Bischoff sind weitere zentrale Figuren.
Neben einem Offizier der Gruppe der Sowjetischen Streitkräfte in Deutschland und der ebenfalls aus Gera stammenden Effi kommt auch Kruso, der aus Lutz Seilers erstem gleichnamigem Roman bekannte Mann vor. Auch die Ziege Dodo spielt eine wichtige Rolle im Roman.

## Form
Der Roman verbindet autobiographische und fiktive Beschreibungen.

### Aufbau

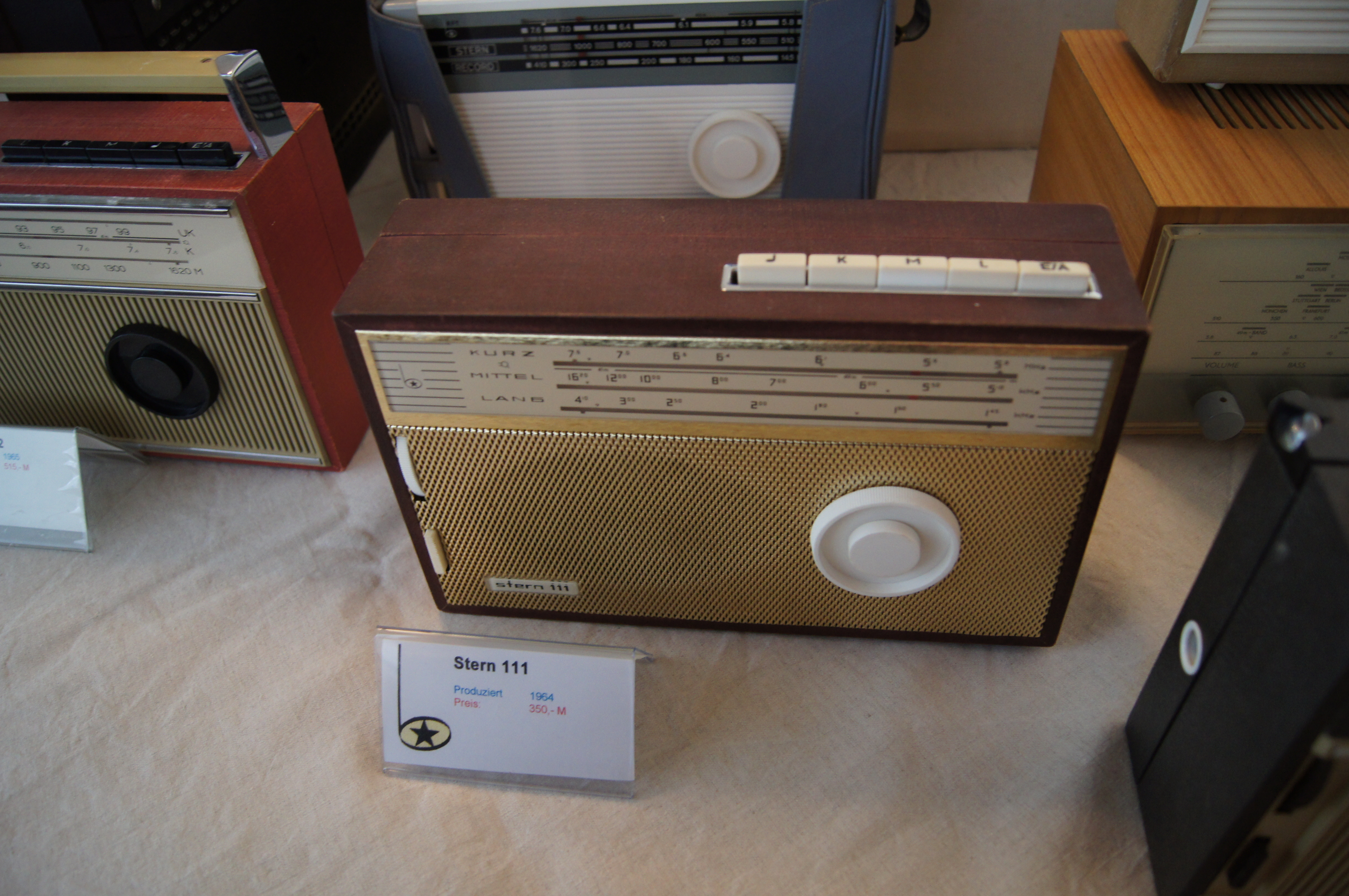
Der Radioapparat „Stern 111“ aus dem Jahr 1964 gab dem Roman den Namen.

Lutz Seilers Roman beginnt im November 1989. Beschrieben werden die Erlebnisse der fiktiven Familie Bischoff in dem historischen Moment der Wendezeit 1989/1990. Hausbesetzungen in Ost-Berlin und Notaufnahmelager in West-Deutschland sind zentrale Fixpunkte der Handlung. Die Handlungen verzweigen sich zum einen örtlich, indem der Weg der Eltern und der Weg des Sohnes beschrieben wird, zum anderen zeitlich, mit Rückblenden in die Jugendzeit der Eltern in der DDR und der Aufdeckung von deren „Lebensgeheimnis“.
Das titelgebende Radiogerät wurde 1964 im Kombinat Sternradio produziert.

## Rezeption
Der Roman erschien am 2. März 2020 im Suhrkamp Verlag. Das Buch wurde von Literaturkritikern positiv bewertet.
Für Die Zeit bewertete Ijoma Mangold den Roman und beschreibt ihn als einen „Wenderoman ganz anders“; Lutz Seiler besäße die Fähigkeit, den „Wende“-Stoff ganz neu zu erzählen. In der Süddeutschen Zeitung schreibt Thomas Steinfeld, Seilers Roman sei ein Künstlerroman. Für die Frankfurter Allgemeine Zeitung gibt Jan Wiele an, er wünschte sich nach der Lektüre, in der beschriebenen Wendezeit selbst dabei gewesen zu sein; der Roman reiche an Malte Laurids Brigge heran. Auch in der taz wird der Roman positiv rezensiert, Anja Meier nennt das Werk ein selten berührendes Stück Literatur zum Thema Wende. Eine Aktualität des Romans erkennt Richard Kämmerling für Die Welt in den Beschreibungen der Erlebnisse der in den Westen gegangenen Eltern mit westdeutscher Bürokratie und Widerstand aufgrund der ostdeutschen Herkunft; mit der Handlung im anarchischen Prenzlauer Berg der Wendezeit beschreibe Seiler ein „mystisches Zwischenreich“. Paul Jandl schreibt für die Neue Zürcher Zeitung von einem atmosphärischen Roman mit herzergreifender Psychologie.
Denis Scheck bescheinigt bei SWR Lesenswert Lutz Seiler, mit dem Roman das Niveau eines Thomas Pynchon zu erreichen; das Buch sei atmosphärereiche, wirkliche Weltliteratur, es liefere ein perfektes Bild von der Umbruchzeit kurz nach dem Mauerfall.

## Ehrungen

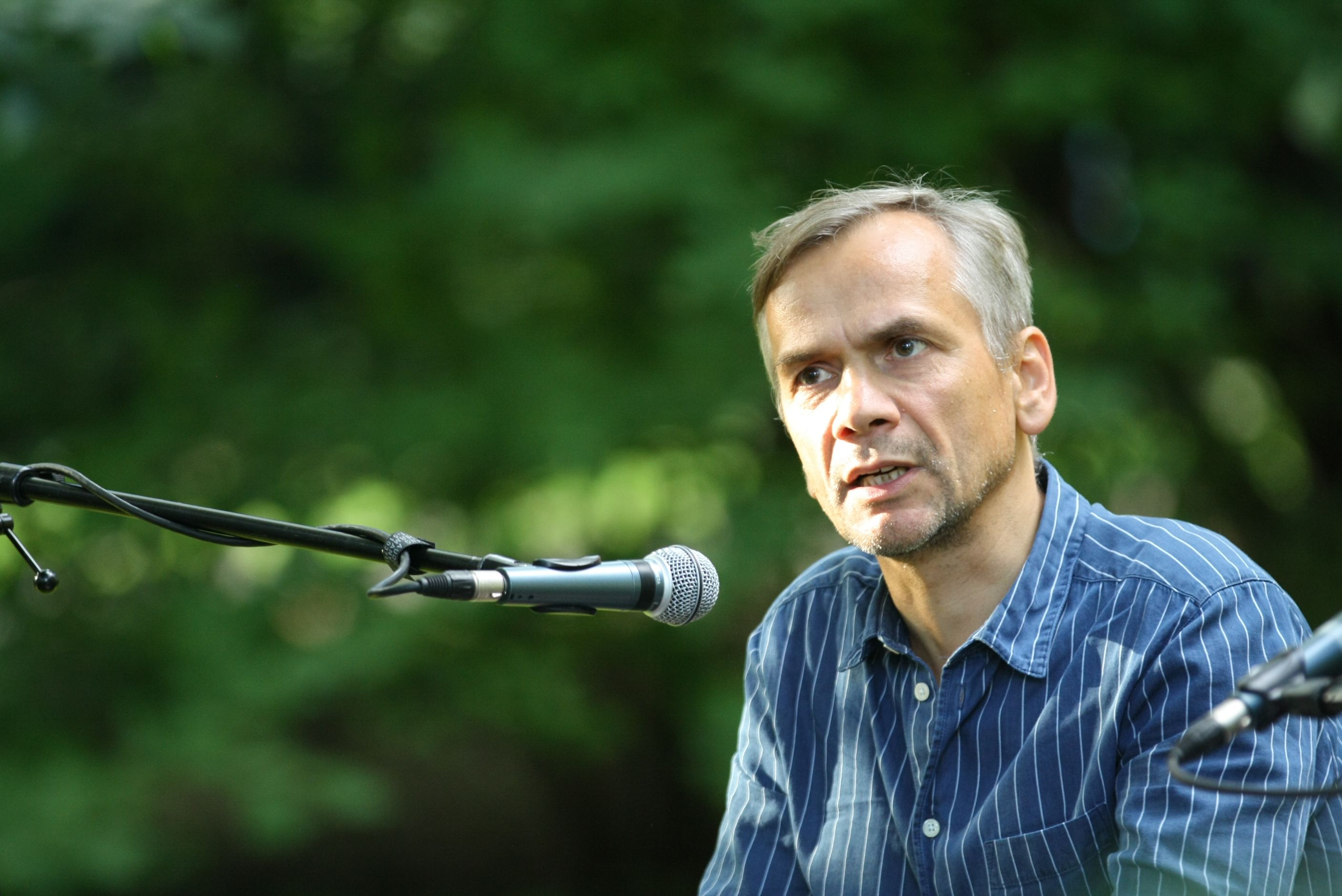
Lutz Seiler (2014)

Der Roman wurde mit dem Preis der Leipziger Buchmesse im Bereich Belletristik 2020 ausgezeichnet.

### Verleihung des Deutschen Buchpreises
Wegen der Corona-Pandemie konnte der Preis nicht auf der Buchmesse vergeben werden. Die Namen der drei Preisträger wurden am 12. März 2020 in der Sendung „Lesart – Das Literaturmagazin“ im Deutschlandfunk Kultur bekanntgegeben.
Die Jury begründete die Vergabe wie folgt:

„Der ‚Stern 111‘, er leuchtet spektral. Legendäres Radiofabrikat der DDR, reine Liebe für eine junge Frau, die Sternferne der Dichtkunst genauso wie der Star, der die Eltern des Romanhelden in den Westen lockt. Dieser Roman leuchtet auf jeder Seite, und das mit menschenfreundlichem Humor. Die Milchstraße wird ziegengemacht, in jeder schnell errichteten Mauer krabbeln die Asseln der Schwellenzeiten, unter dem Schimmel der uralten Konserven lauert rätselhafte Süße. In Lutz Seiler kunstvollem Roman wird groß und genau die Neuordnung der Dinge in einem plötzlich regellosen Raum beschrieben, und das in der Verquickung von Geschichtsschreibung und Privatmärchen. Auf die Zeitläufe legt der Autor eine sinnliche Zeitschreibung: die eines werdenden Dichters und jungen Mannes, der sich elternlos finden muss, sich auf den Weg macht in ein poetisches Dasein. Nicht zuletzt erzählt ‚Stern 111‘ – ohne die Geste des ‚Wenderomans‘ bemühen zu müssen – vom sich binnen kurzem veränderndem Herzschlag der Mitte Berlins, erst kommen die Künstler und Maurer, dann die Prostituierten, die Touristen. Während die Älteren die Welt entdecken.“

## Ausgaben
Die erste, gebundene Ausgabe von „Stern 111“ erschien am 2. März 2020 im Suhrkamp Verlag.
- Stern 111, Suhrkamp Verlag, 2020, ISBN 978-3-518-42925-9

Die Rechte am Buch für Ausgaben in anderen Sprachen wurden vom Verlag verkauft an And Other Stories (englisch), Kalima (arabisch), Verdier (französisch), Meridaan (niederländisch), Batzer (dänisch), Norstedts (schwedisch) und Patakis (griechisch).

## Hörbücher
- Stern 111, ungekürzte Fassung mit Lutz Seiler, Der Audio Verlag, 13. März 2020, ISBN 978-3-7424-1434-2

## Hörspiel
Im Jahr 2023 veröffentlichte rbbKultur eine sechsteilige Hörspielfassung, unter anderem mit André Kaczmarczyk, Sandra Hüller, Tanja Schleiff, Stephan Grossmann, Felix Goeser, Katrin Steinke, Svenja Lisau und Marie Bonnet. Bearbeitung und Regie: Heike Tauch, Komposition: Janko Hanushevsky.

## Verkaufserfolge
Der Roman stand auf Platz 1 SWR-Bestenliste im April 2020 und auf Platz 1 der Spiegel-Bestsellerliste von der 13. bis 17. Woche 2020. Das von Lutz Seiler selbst gesprochene Hörbuch stand auf Platz 1 der hr2-Hörbuchbestenliste im Mai 2020.